# Amaya (apellido)
Amaya es un apellido toponímico en español, además  de nombre propio femenino. Su etimología atendiendo a la toponímica que hace referencia a Peña Amaya en la provincia de Burgos, cuya etimología es indoeuropea proveniente de la raíz «amma» que quiere decir madre, y que hace referencia a la Ciudad Madre

## Distribución
Según el INE, a fecha 01/01/2021 en España llevan el apellido de Amaya: 12.781 como primer apellido, 12.488 como segundo apellido y 839 como ambos apellidos, está muy distribuido, siendo más frecuente en las provincias Cádiz (0,113%), Badajoz (0,083%), Islas Baleares (0,082%) y Barcelona (0,056%).

## Escudos de armas
- De oro, con una peña morada sobre la cual se asienta un árbol de sinople a cuyo tronco está enroscada un serpiente de su natural color. Y al pie de la peña, una fuente.
- En gules, un águila de su color natural, picada de plata y armada en oro.
- Escudo partido: el 1º, jaquelado, con nueve piezas de plata y nueve de sable, el 2º, de plata y dos lobos de sable. Bordura del 2º de gules con dieciocho aspas de oro.

|  |
|  |

|  |
|  |